# Разрешающая способность масс-спектрометра

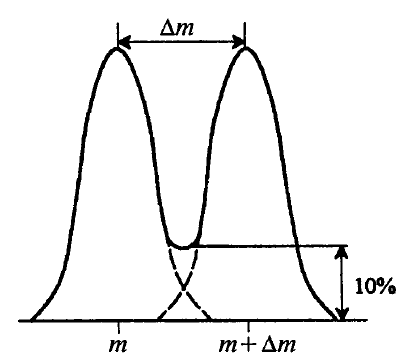
Разрешение двух пиков гауссовой формы на масс-спектрограмме.

Разрешающая способность (или разрешение) масс-спектрометра характеризует его способность отличить между собой две близкие массы {\displaystyle m} и {\displaystyle m+\Delta m}. Согласно определению ИЮПАК:
{\displaystyle R={\frac {m}{\Delta m}}}

## Расчёт на примере магнитно-секторного прибора
Для магнитно-секторного анализатора разрешающая способность определяется напряжённостью магнитного поля {\displaystyle B} и значением ускоряющего напряжения иона {\displaystyle V}. Кинетическая энергия иона в ускоряющем поле выражается следующей формулой:
{\displaystyle zeV={\frac {mv^{2}}{2}}}
где:
{\displaystyle z} — заряд иона в единицах заряда электрона {\displaystyle e}
{\displaystyle V} — ускоряющее напряжение (обычно от 2 до 8 кВ)
{\displaystyle m} — масса иона
{\displaystyle v} — скорость иона
Попадая в магнитное поле напряжённостью {\displaystyle B} перпендикулярно магнитным силовым линиям, этот ион будет двигаться по окружности R, причём сила Лоренца уравновешивается центробежной силой:
{\displaystyle Bzev={\frac {mv^{2}}{R}}}
Магнитно-секторные приборы могут измерять значения {\displaystyle m/z} до 10000, обладают наивысшей точностью измерения масс (< 5 м д.), а также наилучшим динамическим диапазоном — {\displaystyle 10^{7}}.

## Масс-спектрометрия высокого разрешения

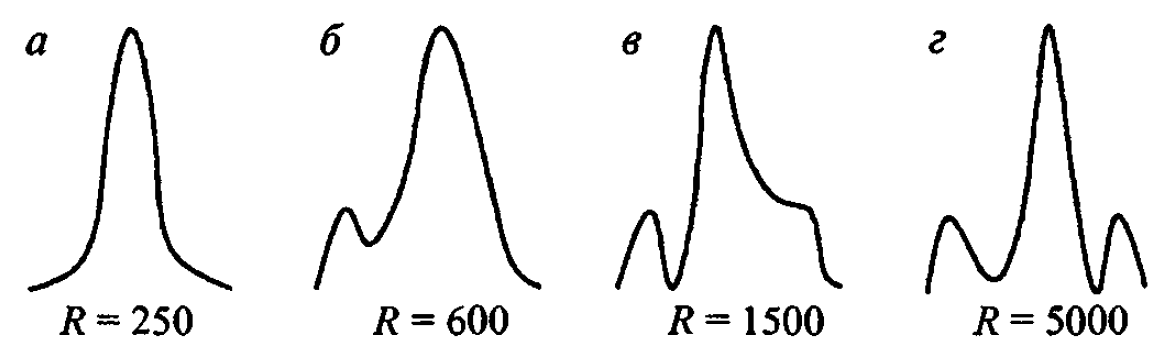
Зависимость формы пика ионов с массой близкой к 28 Да от разрешающей способности масс-спектрометра (молекулы азота, монооксида углерода и этилена).

На этом рисунке приведён пример увеличения разрешающей способности масс-спектрометра, необходимой для разделения близких по массам молекул азота ({\displaystyle 28,006148} Да), монооксида углерода ({\displaystyle 27,994915} Да) и этилена ({\displaystyle 28,03300} Да).
Для разделения пиков ионов {\displaystyle CO} и {\displaystyle C_{2}H_{4}} с массами {\displaystyle 27,994915} и {\displaystyle 28,03300} Да необходимо разрешение не менее {\displaystyle R=28/(28,03300-27,994915)=770}, тогда как для разделения {\displaystyle CO} и {\displaystyle N_{2}} с массой {\displaystyle 28,006148} Да — уже более {\displaystyle 2500}.